# Quiteria Tarragó Casellas
Quiteria Tarragó Casellas (Sant Gallard, 23 de junio de 1896-Villafranca del Panadés, 1980) fue una matrona, sindicalista y política española. En 1937, fue la primera mujer concejala del Ayuntamiento de Tarrasa. Represaliada por el franquismo, sufrió la cárcel y el destierro.

## Trayectoria
Nacida en 1896 en Sant Gallard, núcleo urbano del municipio de Les Piles (Conca de Barcerà), era hija de Antoni Tarragó Tudó y de Paula Casellas Balcells  siendo la pequeña de cinco hermanos llamados Rosa, Maria, Josep y Antoni. La familia se trasladó a Sabadell donde empezó a trabajar en una fábrica textil mientras estudiaba para ser comadrona. Se tituló en la Universidad de Barcelona y en 1925 se trasladó a Tarrasa, donde comenzó a ejercer en el Hospital Maternal. Fue miembro del Colegio Oficial de Comadronas y militante de Unión General de Trabajadores (UGT). Durante el ejercicio de su profesión, defendió que las mujeres dieran a luz con buenas condiciones higiénicas y sanitarias en clínicas y hospitales. El 9 de julio de 1937 fue elegida concejala del Ayuntamiento de Tarrasa por el alcalde Samuel Morera, convirtiéndose en la primera mujer que ocupó este cargo. Fue también catalanista, militante del Partido Socialista Unificado de Cataluña y miembro de Esquerra Republicana, participando asiduamente en actos y conferencias.
Terminada la guerra civil, fue denunciada por sus actividades políticas y sindicales. Acusada de Rebelión Militar, fue sometida a un juicio sumarísimo, y condenada a doce años de cárcel. Estuvo recluida en la cárcel de Tarrasa y en la Prisión de Les Corts, de donde salió en libertad condicional en febrero de 1944. Después sufrió el destierro.
Quiteria Tarragó Casellas desapareció de la vida pública; algunos datos apuntan a que se marchó a Valencia y más tarde abrió un consultorio en Barcelona. Murió en 1980.

## Reconocimientos
- En el año 2020 el Ayuntamiento de Tarrasa le dedicó un acto de reconocimiento y reparación.[7]

- El 26 de marzo de 2021 el Centro de Estudios Históricos de Tarrasa, junto con el Casal de la Dona y el Archivo Histórico, programaron una serie de actividades entre las que destacaba la presentación de un libro, una conferencia, una exposición y el descubrimiento de una placa conmemorativa en la fachada de La Gota de Leche, edificio emblemático en el que había sido ubicada la Maternidad y una guardería.[8][9]